# Sitio arqueológico de Grand
El sitio arqueológico de Grand se encuentra en los alrededores y en el propio centro del pueblo de Grand, comuna francesa ubicada en el departamento de Vosgos, en la actual Región de Gran Este.
Corresponde, probablemente, a los restos de la ciudad galorromana de Andesina, perteneciente a la civitas de los leucos, que debía tener cerca de 20.000 habitantes repartidos en un área muy superior a la del pueblo actual.
El sitio arqueológico, administrado por el consejo departamental de los Vosgos, incluye un anfiteatro que podía contar con una capacidad de 17.000 asientos, y un mosaico de 232 m² que pavimenta uno de los edificios del recinto, habiendo sido clasificados como monumentos históricos en 1846 y 1884 respectivamente. Las escrituras clásicas mencionan que la zona pudo albergar un santuario dedicado a Apolo Grannus, siendo activa su búsqueda por arqueólogos desde el siglo XIX, si bien con esfuerzos infructuosos.

## Entorno geográfico
Desde un punto de vista geológico, la zona que alberga los restos del sitio cuenta con estratos formados en la era mesozoica, con alternancia de calizas tanto compactas como de coral y margas de arcilla. Topográficamente, la Región de Gran Este se encuentra sobre una vasta meseta con ondulaciones acentuadas que se extienden a una altitud superior a los 350 metros, entre los valles superiores de los ríos Marne y Mosa. A pesar de no contar con un río o cauce fluvial cerca, en tiempos de los romanos se establecieron ciudades a lo largo de una calzada principal que podía unir la posible Andesina con otras urbes como Lugdunum (actual Lyon) o Durocortorum (actual Reims).

## Descubrimiento

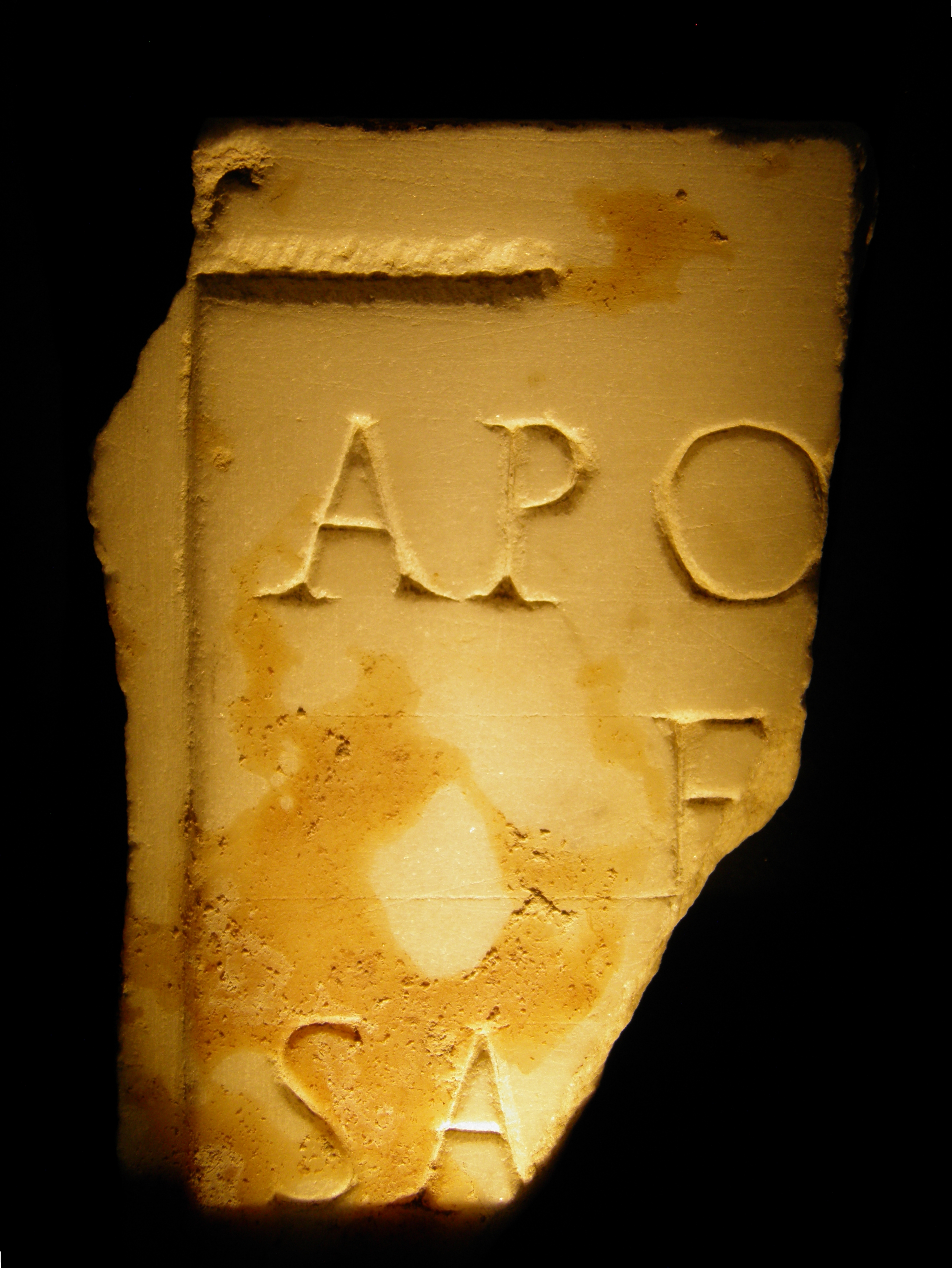
Fragmento de una inscripción latina dedicada al dios Apolo.

Había indicios de la existencia de una zona arqueológica a comienzos del siglo XVIII, presentado inicialmente por Anne Claude de Caylus y Augustin Calmet. En 1820, Jean-Baptiste Prosper Jollois, basándose en su experiencia adquirida durante la expedición científica a la campaña egipcia de Napoleón (1798-1801), comenzó a estudiar los restos del anfiteatro de Grand y llevó a cabo la realización de un primer mapa arqueológico de la zona.
Durante las siguientes décadas, la investigación en este sitio se basó en los conservadores del museo departamental de los Vosgos, con primero Jules Laurent (1800-1877) y después con Félix Voulot, quien descubrió en 1883 el edificio que albergaba el basto mosaico que se conserva en la actualidad.
A principios del siglo XX, historiadores de renombre como Camille Jullian y Albert Grenier estudiaron este importante asentamiento. En la década de 1960, Édouard Salin relanzó la investigación. Al mismo tiempo, la excavación metódica del anfiteatro, en particular por la pareja conformada por Jean-Paul y Chantal Bertaux, bajo la dirección de Roger Billoret, subraya el carácter original del plano, entendiéndose que se trataba de medio anfiteatro.
Una teoría asumida por Jollois destaca la presencia en Grand de un templo dedicado al dios Apolo, al reunirse en la zona diversos elementos naturales muy relacionados con la mitología gala. El arqueólogo recoge esta versión de la hipótesis desarrollada por Alexandre Bertrand, quien a su vez se basaba en un tratado de mitología germana escrito por Jacob Grimm. Vista la presencia de fuentes, donde Jullian entendía que eran centros de reunión populares, la hipótesis de un templo o santuario dedicado a la deidad de Apolo Grannus cobraba sentido. Esta hipótesis, reforzada por la probable presencia de una fuente importante, se convirtió gradualmente en certeza. Albert Grenier señaló que la ciudad pudo haber sido un importante lugar de peregrinación, no solo por su anfiteatro, también por la presencia de un santuario imponente, corroborado por el descubrimiento de varias inscripciones que así lo certificaban. La notoriedad de dicho santuario habría atraído la visita de Caracalla, durante el transcurso de las guerras en Germania, en torno al año 213. Más tarde, habría sido visitado por el emperador Constantino I, quien habría tenido la visión de Apolo acompañada de la Victoria en el año 309. No obstante, las circunstancias contrarias a la presencia de dicho templo se desvanecen al corroborarse otros descubrimientos arqueológicos, como que Caracalla nunca pudo visitar la zona de Grand, y que el templo que habría visitado, también dedicado a Apolo Grannus, habría sido el ubicado en la actual ciudad alemana de Lauingen, y la visión de Constantino podría haber ocurrido en otro lugar distinto, como la actual Aquisgrán, que también contaba con importantes focos de aguas termales.
En la actualidad, la existencia de dicho templo todavía no ha podido ser probada. En 2007, el equipo del consejo general de los Vosgos dirigido por Thierry Dechezleprêtre, arqueólogo departamental, y agrupado en torno a un consejo científico presidido por John Scheid, profesor del Colegio de Francia especialista en adoración en la época romana, relanzó la investigación en torno a este asunto, cuestionándose la construcción de dicho santuario.

## Desarrollo urbano

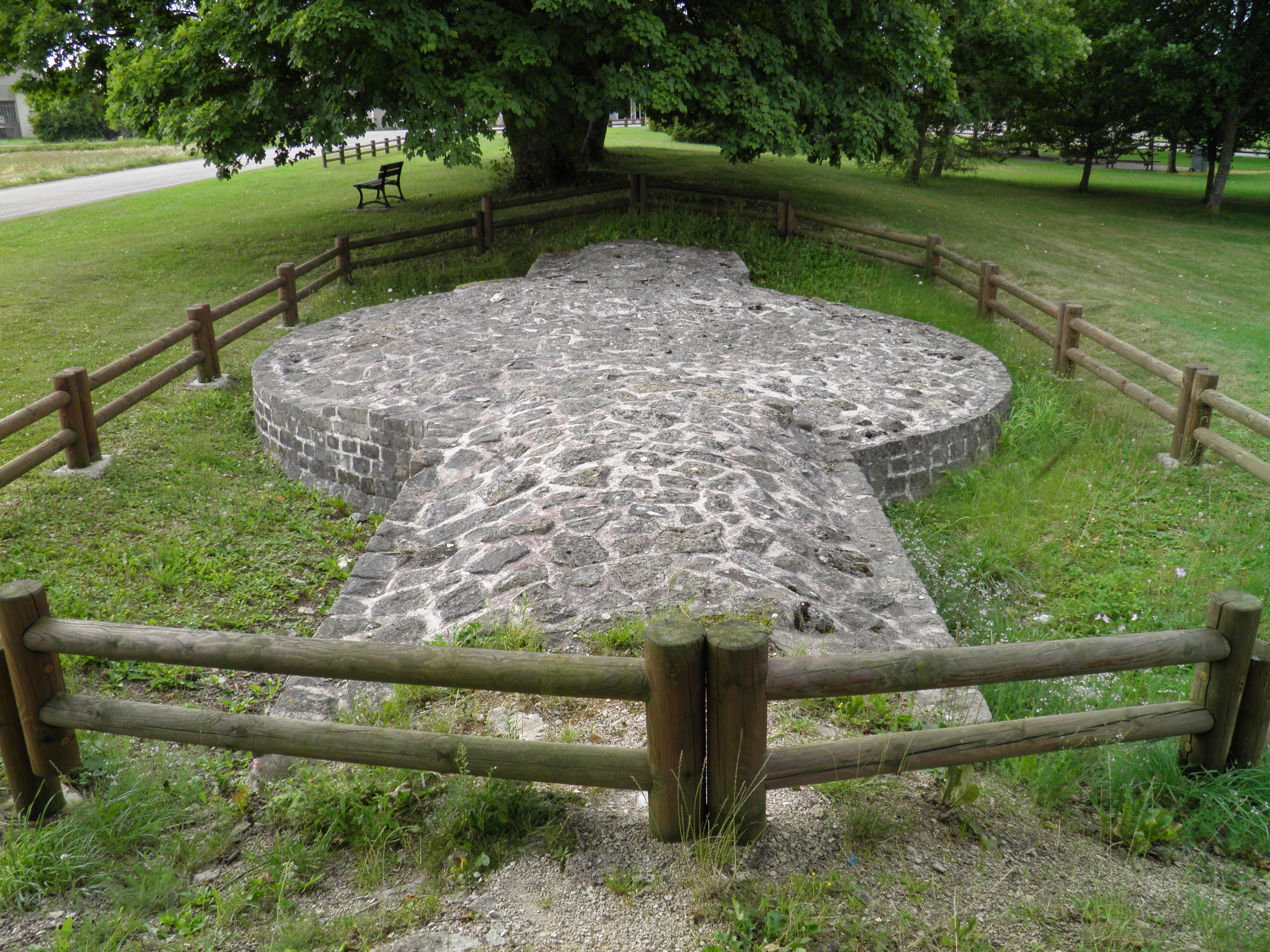
Restos de la fortificación urbana de Grand.

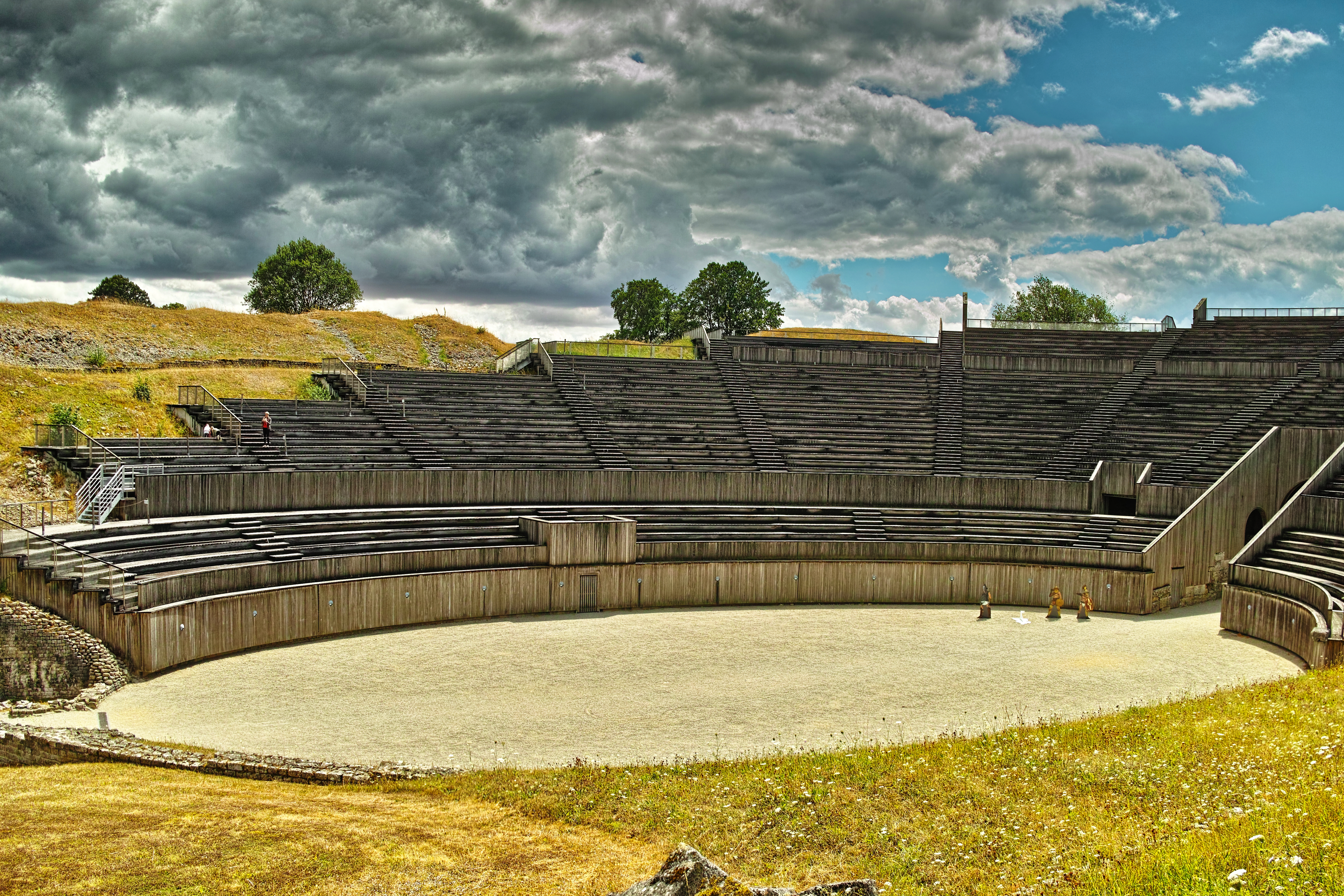
Vista del anfiteatro de Grand.

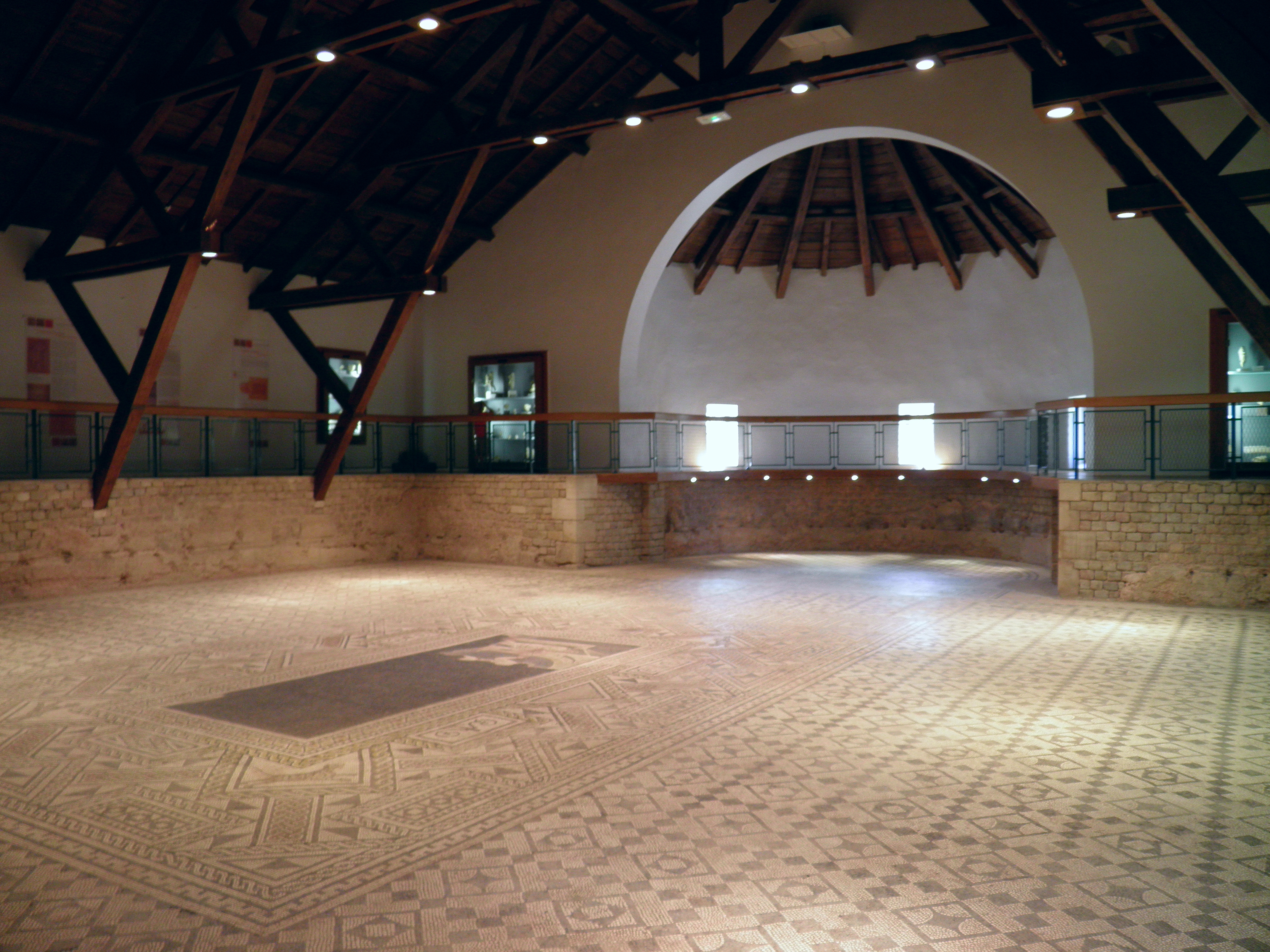
Mosaico de la "basílica" de Grand.

En su apogeo, la ciudad pudo extenderse en un terreno cercano a las sesenta hectáreas, con un promedio de 20.000 habitantes. Por los restos se pudo comprobar que presentaba diferentes tipos de hábitat, descubierto especialmente por las excavaciones en torno a la domus de Fontainotte descubierta durante las excavaciones preventivas realizadas por el Instituto Nacional de Investigación Arqueológica Preventiva (INRAP). En general, parece que desde el siglo I, la zona estuvo fuertemente caracterizada por el proceso de romanización.
Se han identificado viviendas privados frente al anfiteatro y al norte de la aldea. Estos son distritos residenciales organizados en bloques a lo largo de la carretera, adornadas con salas de hipocausto, yeso pintado y losas de piedra caliza aserradas como cubierta. Al sur del sitio, los estudios aéreos han permitido identificar varias villas (grandes granjas ubicadas cerca de tierras cultivables). Una de ellas, la Villa de la Violette, fue objeto de excavaciones arqueológicas en la década de 1970.
La trama catastral de la aldea revela un espacio circular de 880 metros de diámetro materializado por una carretera de circunvalación llamada Voie close, que recuerda una organización de la red de carreteras que coexistía con la red radiante de calles que permitían la entrada y salida de la ciudad. El hábitat se extendía sobre todo fuera de un recinto monumental dentro del cual se concentra la gala monumental, con la excepción del anfiteatro ubicado al este.
El anfiteatro, construido probablemente al final del siglo I, tenía una capacidad estimada de unos 17.000 espectadores. A pesar de no corresponder a una ciudad con un estatus como lo tenían entonces Roma o Tarraco, el edificio constituye uno de los de mayor envergadura del mundo romano. Su característica principal es una cávea incompleta; de hecho, solo se diseñó la imma cavea (parte inferior de las gradas), lo que le valió para clasificarse en la categoría de semi-anfiteatro. Su corredor tiene 148 metros de largo, por 65 de ancho, con una altura que debería haberse acercado a los 25 metros. Entre 1993 y 1995, la instalación de escalones de iroko laminados y pegados (madera exótica a prueba de pudrición) permitió restaurar la forma del anfiteatro, proteger la piedra caliza y proporcionar actuaciones modernas. No obstante, el paso del tiempo y la degradación de dichas gradas de madera impidieron pronto la celebración de grandes espectáculos.
En 1883, Félix Voulot descubrió un edificio con un papel desconocido, que recibió el nombre técnico de "basílica" a pesar de que no presentaba una estructura y una función para definirla como tal. La "basílica" de Grand, clasificada como monumento histórico en 1884, no es una basílica civil como se encuentra en los foros romanos, pero sin duda es un lugar de encuentro extremadamente lujoso. Su decoración es de muy alta calidad, con un imponente mosaico de opus sectile (con incrustaciones de mármol para adornar las paredes) que cubre el ábside principal.
El mismo año de su descubrimiento se localizó un mosaico de 232 m², que cubre el piso de la "basílica". Fechado a mediados del siglo III, algunos investigadores lo han supuesto de un siglo anterior. El motivo central del mismo podría ser una escena de Phasma, obra del comediógrafo griego Menandro. Está enmarcado con dibujos que representan una pantera, un tigre, un jabalí y un oso.